# Aaron Jackson (giocatore di football americano)
Aaron Jackson (Frankfort, 8 aprile 1995) è un giocatore di football americano statunitense che milita nel ruolo di wide receiver negli Helvetic Mercenaries.